# Нелсон Гама
Нелсон Антоніу Соареш да Гама (порт. Nélson António Soares da Gama, нар. 2 серпня 1972, Бісау, Гвінея-Бісау), більш відомий як Тоні — колишній португальський футболіст, що грав на позиції нападника.

## Досягнення

### Клуб
- Чемпіон Португалії (2): 1991—92, 1992—93
- Володар Суперкубка Португалії (1): 1993

### Збірна
- Молодіжний чемпіон світу: 1991
- Фіналіст молодіжного чемпіонату Європи: 1994